# South Vinemont
South Vinemont es un pueblo ubicado en el condado de Cullman en el estado estadounidense de Alabama. En el censo de 2000, su población era de 425. South Vinemont es particularmente conocido por una leyenda local que la asocia con el comercio de repuestos para naves espaciales extraterrestres.

## Demografía
En el 2000 la renta per cápita promedia del hogar era de $ 26.806$, y el ingreso promedio para una familia era de 35.000$. El ingreso per cápita para la localidad era de 16.141$. Los hombres tenían un ingreso per cápita de 30.250$ contra 16.250$ para las mujeres.

## Geografía
South Vinemont está situado en 34°14′1″N 86°51′46″O / 34.23361, -86.86278 (34.233641, -86.862916)
Según la Oficina del Censo de los EE. UU., la ciudad tiene un área total de 0.65 millas cuadradas (1.69 km²).